# (13620) Moynahan
(13620) Moynahan (1995 FM3) – planetoida z pasa głównego asteroid okrążająca Słońce w ciągu 5,77 lat w średniej odległości 3,21 j.a. Odkryta 23 marca 1995 roku.